# Brienner Straße 47
Das Stadtpalais Brienner Straße 26 (vor Einführung der Orientierungsnummerierung: Brienner Straße 47), auch Rosenthal Antiquariat genannt, ist ein geschütztes Baudenkmal in der Maxvorstadt in München. Die Denkmalliste charakterisiert es als viergeschossigen, palastartigen Walmdachbau mit neuklassizistischer Fassadengestaltung. Es wurde von Jacques Rosenthal in Auftrag gegeben, von Gustav von Cube geplant und in den Jahren 1909 bis 1911 als repräsentatives Wohn- und Geschäftshaus errichtet. Aufgrund der immer schlechter werdenden Geschäftssituation des Antiquariats in der NS-Zeit und zunehmender Boykottaufrufe gegen jüdische Geschäfte sah sich Jacques Rosenthal gezwungen, die Liegenschaft im Juli 1935 zu veräußern. Das Gebäude wurde bei einem der Luftangriffe auf München im Zweiten Weltkrieg schwer beschädigt. 

## Bauplanung
Jacques Rosenthal erwarb zum Jahresbeginn 1909 die Liegenschaft in der Brienner Straße 47 (heute: Nr. 26) gegenüber dem Stadtpalais von Julius Böhler. Die Brienner Straße leitet ihren Namen von dem Ort Brienne-le-Château her. Dort kämpften in der Schlacht von Brienne am 29. Januar 1814 alliierte Truppen, darunter ein königlich-bayerisches Kontingent, unter Führung von Generalfeldmarschall von Blücher gegen Napoléon Bonaparte. Rosenthal ließ das auf der Liegenschaft stehende Haus Ende März 1910 abreißen. Am 28. Oktober 1909 reichte der Architekt Gustav von Cube die Pläne für den Neubau eines Palais bei der Städtischen Lokalbaukommission ein. Die Planung beinhaltete ein viergeschossiges Haus mit ausgebautem Dachgeschoss und Balkone vom ersten bis zum dritten Stock am rückwärtigen Teil. Zur Straße hin waren vier vom ersten bis zum dritten Stock durchlaufende Säulenreihen und Vasen im Stile von Louis XVI. geplant. Das Licht im Dachgeschoss sollten drei große runde Dachgaubenfenster bewerkstelligen. Die Pläne wurden zunächst wegen der auffälligen Fassaden- und Dachkonstruktion nicht genehmigt. Am 18. November 1909 reichte Cube einen zweiten Entwurf unter anderem mit rechteckigen Dachfenstern und Weglassung der Vasen ein, der aber auch nicht den Gefallen der Baubehörde fand. Am 7. Dezember 1909 erstellte Cube eine weitere Eingabeplanung mit einer purifizierten Fassade, runden Dachfenstern und Weglassung der Säulenreihen, aber Beibehaltung der Vasen. Auch dieses Mal erhielt der Entwurf vor der „Künstlerkommission“ der Lokalbaukommission einen abschlägigen Bescheid. Noch weitere zwei Entwürfe des Hauses vom 17. Dezember und 30. Dezember 1909 wurden von der Behörde retourniert.

## Bau
Schließlich umgingen Cube und Rosenthal mit einer Eingabe des Projektes beim damaligen Innenministerium des Königreichs Bayern die Lokalbaukommission der Stadt München und erhielten am 22. Juli 1910 die Baugenehmigung für das stark modifizierte vierstöckige Palais. Am 4. November 1910 war der Rohbau durch das Münchner Bauunternehmen Stöhr erstellt. Der Innenausbau des Hauses lag in den Händen der „Königlich Bayerischen Hof-Möbelfabrik Ballin“ und der Innenausstattungsfirma „Anton Pössenbacher“. Am 3. April 1911 erteilte die Lokalbaukommission Jacques Rosenthal die „Wohnungsbewilligung“.
Vom Straßeneingang der Brienner Straße gelangte man direkt in den Ausstellungssaal, der sich am Stile Louis XVI. orientierte. Rechts waren kleinere Arbeitsräume und links ein kleinerer Ausstellungsraum im Stile einer romanischen Kapelle. Mit dem Palais hatte Jacques Rosenthal, ursprünglich aus einer einfachen ländlichen jüdischen Familie aus Fellheim stammend, mit den ebenfalls in der Münchner Altstadt liegenden Kunsttempeln der Böhlers, Dreys und dem bis Anfang 2016 bestehenden Bernheimer Fine Old Masters ein gleichwertiges Bauwerk erschaffen. 
Das Gebäude wurde  im Zweiten Weltkrieg bei einem der Luftangriffe auf München schwer beschädigt. 
Es ist unter der Nummer D-1-62-000-990 als geschütztes Baudenkmal in der Denkmalliste für München eingetragen.